# Izostrukturalność

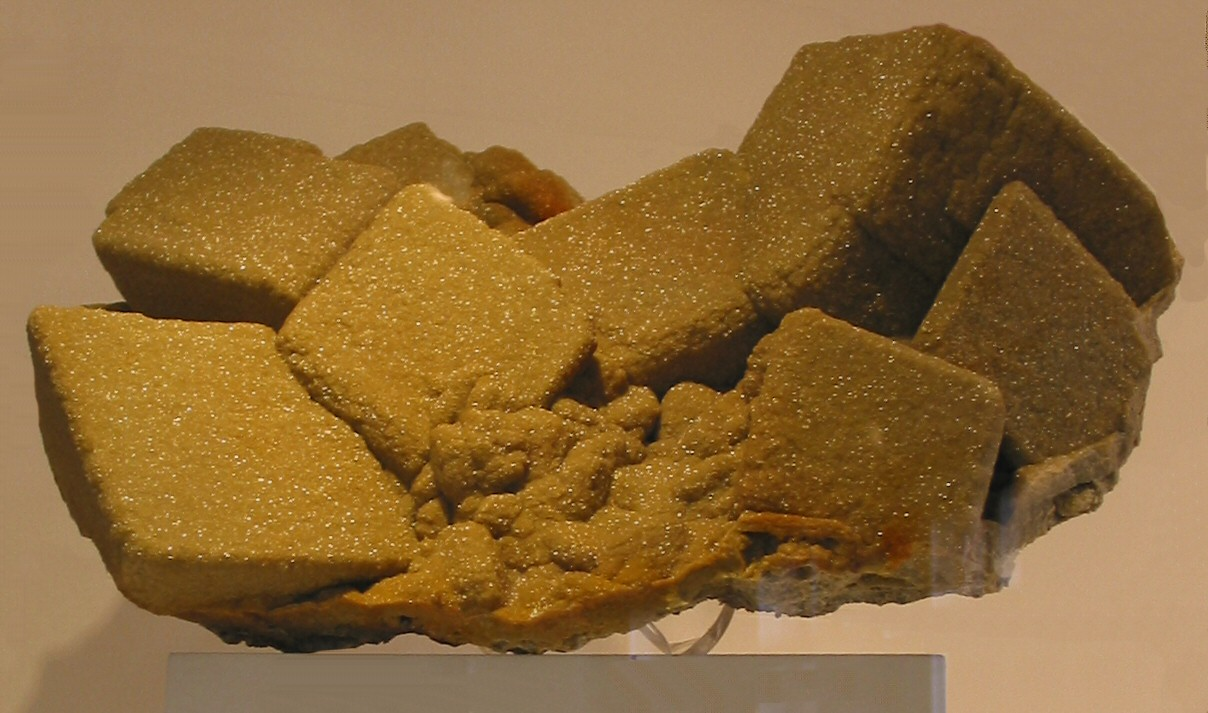
romboedry syderytu

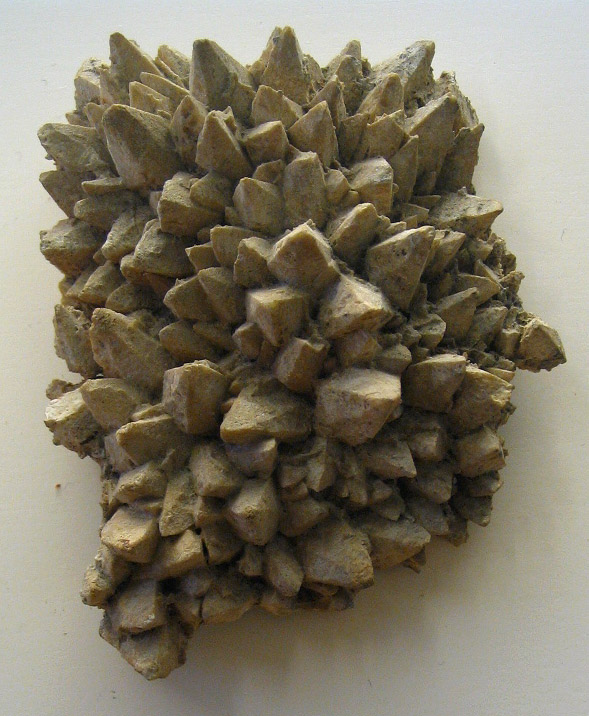
romboedry smithsonitu

Izostrukturalność (izotypia) – występowanie substancji o różnym składzie chemicznym w strukturze krystalicznej tego samego typu; jest to izomorfizm w szerokim tego słowa znaczeniu. 
Jest to też określenie podobieństwa struktur należących do tej samej grupy przestrzennej i wykazujących takie samo geometryczne rozmieszczenie elementów:
- równoległościany elementarne tych kryształów wykazują taką samą symetrię i zbliżone stosunki jednostek osiowych
- struktura chemiczna tych substancji wykazuje duże podobieństwo, ma tę samą liczbę atomów
- występują w nich podobne stosunki promieni jonów, ich położenie w przestrzeni jest analogiczne.

Przykładem izotypii mogą być np. węglany,  które krystalizują w trygonalnym układzie krystalograficznym w postaci romboedrów. Poza tym minerały te wykazują podobny rodzaj łupliwości. 
Przykłady izostrukturalnych węglanów:
- kalcyt – CaCO3
- syderyt – FeCO3
- smithsonit – ZnCO3.

Niektóre substancje wykazujące izostrukturalność mogą tworzyć roztwory stałe co jest nazywane izomorfizmem.
Substancje izostrukturalne mogą być zupełnie różne pod względem chemicznym i fizycznym np.: sól kamienna (chlorek sodu) - NaCl, galena (siarczek ołowiu(II)) – PbS i peryklaz (tlenek magnezu) – MgO;  nie tworzą ze sobą roztworów stałych, ale są izostrukturalne.